# Robert Hupka
Robert Hupka (* 30. Juli 1981 in Považská Bystrica, Tschechoslowakei) ist ein slowakischer Volleyballspieler.

## Karriere
Hupka begann 1993 seine Volleyball-Karriere. Von 1998 bis 2000 spielte er bei FK Inter Bratislava, bevor er für eine Saison zu Matador Púchov wechselte. Nach einer kurzen Station bei Stavbár Žilina ging er nach Italien, wo er über Pallavolo Parma zu Volley Asti kam. 2003 verpflichtete ihn der polnische Verein Polska Energia Sosnowiec. Zwei Jahre später wechselte er zum deutschen Bundesligisten VfB Friedrichshafen, bei dem er seine bislang erfolgreichsten Jahre auf Vereinsebene erlebte. Am Bodensee gewann seine Mannschaft viermal in Folge die deutsche Meisterschaft und dreimal den DVV-Pokal. 2007 triumphierte Friedrichshafen mit Hupka außerdem in der Champions League. Wegen gesundheitlicher Probleme am Knie musste Hupka sein Engagement beim VfB schließlich beenden, woraufhin er vorerst in seine Heimat zu Matador Púchov zurückkehrte. 2010 kehrte er in die Bundesliga zurück und gewann in seiner ersten Saison bei Generali Haching erneut den DVV-Pokal. 2012 wurde er mit den Hachingern deutscher Vizemeister und 2013 erneut DVV-Pokalsieger. Danach wechselte Hupka nach Tschechien zu Jihostroj České Budějovice.
Als Junioren-Nationalspieler nahm Hupka an den Weltmeisterschaften 1999 in Saudi-Arabien und 2001 in Polen teil. 2003 schied er mit der A-Nationalmannschaft bei der Europameisterschaft in Deutschland als Gruppenletzter der Vorrunde aus. 2011 gewann die Slowakei mit Hupka die Europaliga. Anschließend konnte die Mannschaft bei der  EM in Österreich und Tschechien ihre Vorrundengruppe gewinnen, bevor sie im Viertelfinale gegen den Titelverteidiger Polen ausschied.